# Himitsu no Hanazono
Himitsu no Hanazono (Il segreto di Hanazono) è un dorama stagionale invernale prodotto e trasmesso in 11 puntate da Fuji TV nel 2007. Il titolo è un gioco di parole in quanto hanazono significa anche 'giardino'.
Ad una editor di manga femminili ventottenne viene assegnato il compito di far da responsabile ad una vignettista di fama, chiamata Yuriko Hanazono; l'autrice però sembra aver già alle proprie dipendenze quattro validissimi collaboratori. I 4 assistenti sono fratelli e si occupano di tutte le faccende burocratiche della misteriosa ed 'invisibile' Yuriko. All'editor non rimane altro da fare che mettersi alla caccia del mistero che sottende a tutta la faccenda.

## Cast
- Yumiko Shaku - Tsukiyama Kayo
- Masato Sakai - Kataoka Wataru
- Akihiro Mayama - Wataru (15)
- Tetsuhiro Ikeda - Kataoka Osamu
- Jun Kaname - Kataoka Satoshi
- Kanata Hongō - Kataoka Hinata
- Saori Takizawa - Minae
- Miki Maya - Kawamura Ryoko
- Susumu Terajima - Tanaka Ichiro
- Tetsushi Tanaka - Tamaru Shinichi
- Yūsuke Yamamoto - Tachikawa Takumi
- Rinako Matsuoka - Sugimoto Misuzu
- Hiroyuki Kishi - Hatanaka
- Shunsuke Daitō - Miura
- Satoshi Jinbo - Ryuji
- Akio Yokoyama - Yokoyama
- Kunihiko Ida - Satonaka Junichiro
- Kei Yamamoto - Kataoka Toru

### Star ospiti
- Toshifumi Muramatsu (ep1)
- Gunji Ayano (ep2)
- Nishimura Sayaka (ep3)
- Nishimura Marika (ep3)
- Kenji Anan (ep6)
- Yoko Oshima (ep6)
- Sakura Ando (ep6)
- Ken Mitsuishi (ep7)
- Yoshika Kato (ep7)
- Michie Kita (ep10)
- Hiroki Hashimoto (ep10)

## Sigla
"Baby, Don't Cry" di Namie Amuro